# Дорфнер, Альфонс
Альфонс Дорфнер (27 января 1911 года — 22 января 1982 года) — бывший австрийский каноист. Принимал участие в соревнованиях по гребле на байдарках и каноэ на летних Олимпийских играх 1936.
Альфонс Дорфнер родился 27 января 1911 года в коммуне Лембах-им-Мюлькрайс, Австрия.

## Спортивные достижения
В 1936 году на летних Олимпийских играх 1936 года Дорфнер завоевал золотую медаль в дисциплине К-2 1000 метров со своим напарником Адольфом Кайнцем (Adolf Kainz), опередив соперников с большим запасом по времени — около 5 сек. Они также соревновались в дисциплине байдарка-двойка распашнаяК-2 10000 м и заняли четвёртое место.
В годы Второй мировой войны спортивная карьера Дорфнер была внезапно прервана. После войны он продолжил тренировки, закончившиеся серьезной травмой в 1948 году.

## Память
Именем спортсмена назван многоцелевой зал Alfons Dorfner Halle в его родном городе.
Золотая медаль и другие призы спортсмена выставлены в местном музее Lembach.
Именем Дорфнера названа улица, расположенная в непосредственной близости от его дома в коммуне Лембах.